# Asse MC-IC
L'Asse MC-IC unisce il Medium coeli (MC) al Imum Coeli (IC) è  verticale (a differenza di quello che unisce l'Ascendente al Discendente che è orizzontale) e divide il grafico zodiacale in due settori detti occidentale (a destra) e  orientale (a sinistra).

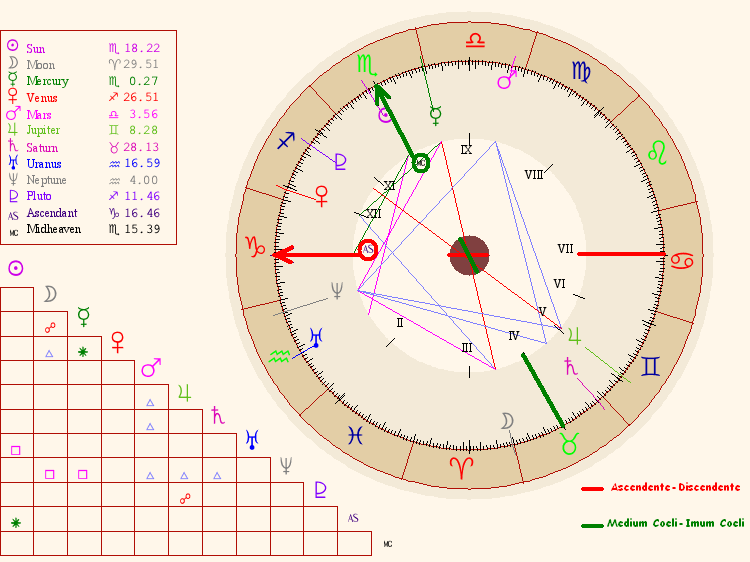
Nel tema natale la freccia verde indica l'asse MC-IC

I pianeti collocati nei settori devono essere interpretati e forniscono indicazioni sulle tendenze del nativo.
Se vi sono pianeti nella parte orientale, cioè a sinistra, viene indicata una personalità importante ed autonoma mentre quelli in numero prevalente a destra indicano nativo poco indipendente, accondiscendente e passivo.   